# Leonardo Tarantini
Leonardo Tarantini (Urbino, 25 febbraio 1920 – Parma, 17 settembre 2009) è stato un partigiano, antifascista e poeta italiano.
Ufficiale del Regio Esercito, ha ricevuto due medaglie d'argento al valore militare, per le azioni partigiane.

## Biografia

### La giovinezza
Diplomato al Liceo Classico di Urbino, entrò giovanissimo nell'esercito dove svolse la carriera di ufficiale maggiore.

### La guerra
Combatté al fronte durante la seconda guerra mondiale; l'8 settembre del 1943, dopo la caduta del suo reggimento fu nominato Comandante della divisione partigiana "Ottavio Ricci" di Parma. Dal '43 al '44, combatté nelle montagne del parmense contro le truppe tedesche, dove fu anche ferito.
Grazie al suo proverbiale intervento e alla pianificazione delle mosse, la città di Parma fu liberata in poco tempo il 26 aprile del 1945. Tarantini scelse di liberare la città di Parma, un giorno dopo rispetto alle altre città italiane per evitare inutili spargimenti di sangue.

### Attività postbellica e la letteratura
Ha svolto anche l'attività di letterato, pubblicando molte poesie che ricordavano la resistenza partigiana. Ha tradotto l'Odissea e l'Eneide. È stato per molti anni Presidente dell'ANPI sezione di Parma e Presidente Onorario della stessa associazione fino al 2006. A Parma è stato Sindacalista e Segretario della sezione locale del Partito Socialista Italiano.
Dopo i funerali solenni celebrati a Parma alla presenza del Segretario del PD, Dario Franceschini, la salma di Tarantini riposa al cimitero di Urbino.
Alla sua morte la Gazzetta di Parma gli ha dedicato due articoli e la Statione di TVParma, ha mandato in onda un piccolo speciale sulla sua vita.